# Jules Lavirotte

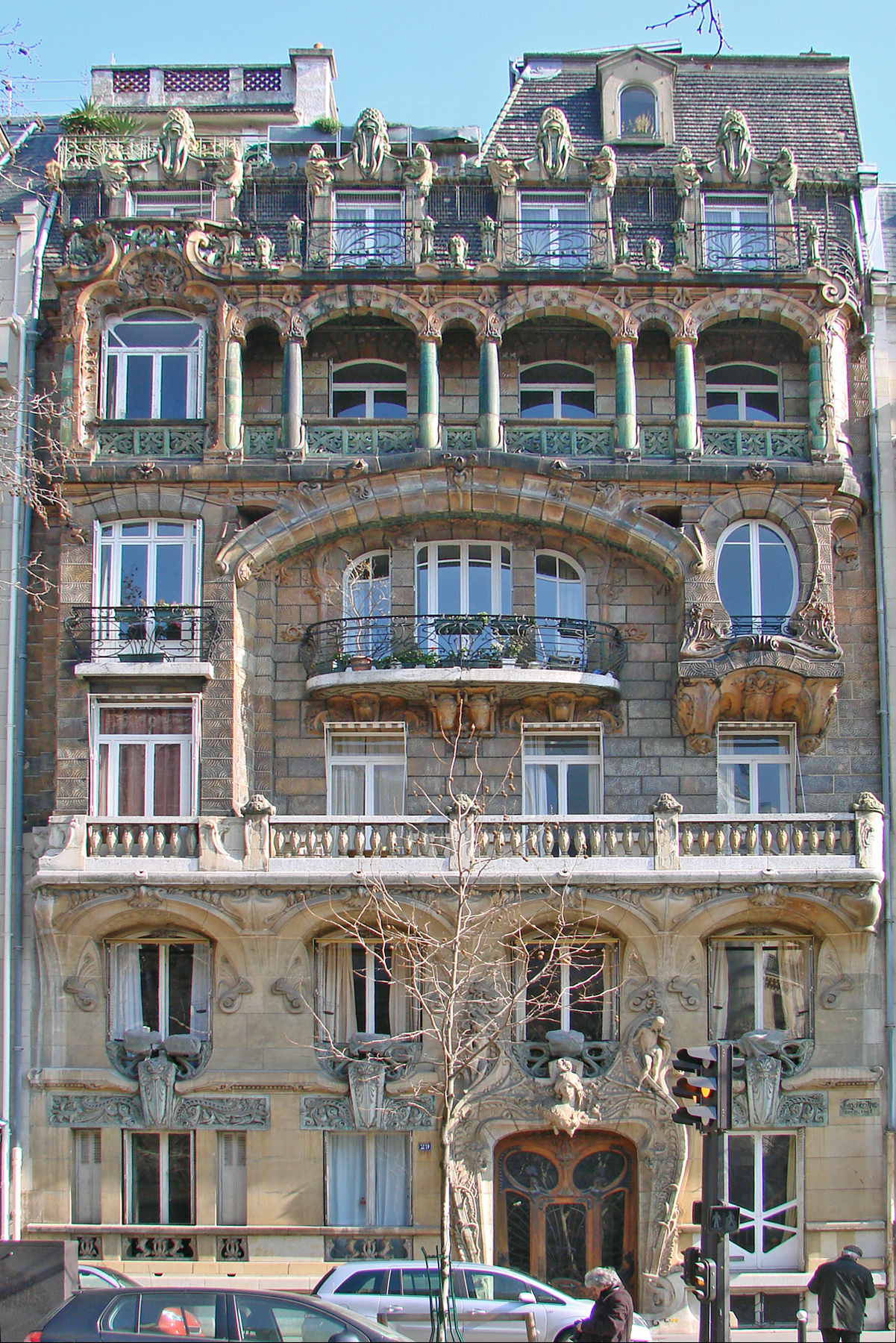
Lavirottův dům na 29 Avenue Rapp, 7. obvod (1901)

Jules Aimé Lavirotte (25. března 1864 Lyon – 1. března 1929 Paříž) byl francouzský architekt, známý především secesními budovami, které vytvořil v 7. pařížském obvodu. Jeho stavby mají nápaditou a bujnou výzdobou a vyznačují se zejména použitím soch a glazovaných keramických obkladů na fasádách, vyrobených ve spolupráci s předními sochaři a výrobcem keramiky Alexandrem Bigotem. Třikrát získal cenu v soutěži města Paříže za nejoriginálnější fasádu, a to za Lavirottův dům na 29 Avenue Rapp (1901), za hotel Céramic, 34 Avenue de Wagram (1904) a za budovu na avenue de Messine 23 (8. obvod) v roce 1907.

## Život
Lavirotte se narodil v Lyonu a pokračoval ve studiu na Ěcole des Beaux-Arts v Lyonu, kde byl žákem Antoina Georgese Louviera (1818–1992). Pak studoval na Ěcole des Beaux-Arts v Paříži pod vedením Paula Blondela (1847–1897) a v roce 1894 zde získal diplom architekta.
Všech prvních pět budov postavených Lavirottem se nacházelo ve stejné části Paříže, v 7. obvodu. Tři stály v těsné blízkosti na 3 Square Rapp, 29 Avenue Rapp a 12 Rue Sedillot. První dvě budovy těžily z Lavirottovy spolupráce s Alexandrem Bigotem, profesorem chemie, jenž do Francie importoval technologii výroby glazovaných kameninových dlaždic, kterou viděl na pařížské výstavě v roce 1889. Jeho firma zajišťovala vnější výzdobu pro Lavirottovy nejslavnější stavby a také pro díla dalších významných secesních architektů. Tři Lavirottovy stavby byly oceněny v každoroční soutěži pařížských fasád: Lavirottův dům (1901) na 29 Avenue Rapp, jeho nejokázalejší a nejslavnější dílo, známé svým extravagantním sochařským portálem; hotel Céramic na 34 Avenue de Wagram v 8. obvodu (1904), který také měl keramickou výzdobu od Bigota; a budova na 23 avenue de Messine v 8. obvodu (1906-1907). Jeho poslední dvě velké pařížské budovy, stojící poblíž sebe na 23 Avenue de Messine a 6 rue de Messine, byly v méně nápadném stylu, ale s rafinovaným řemeslným a sochařským ornamentem. Byla to jeho poslední secesní díla.
V roce 1904 Lavirotte odcestoval do Tuniska, kde navrhl vilu a zámek a zrestauroval kostel ve městě Chaouat. V roce 1906 postavil experiment v oblasti levného bydlení, bungalov na 169 Boulevard Lefebvre v 15. obvodu (již neexistující). V roce 1907 navrhl vilu Dupont, která se nachází na 2 rue Balzac ve Franconville, Val-d'Oise u Paříže.
Lavirotte zemřel v roce 1929 a jeho dílo bylo z velké části ignorováno až do 60. let, kdy byla znovuobjevena secese. Jeho hlavní stavby byly prohlášeny za historické památky a byl uznán spolu s Hectorem Guimardem a Henrim Sauvagem za jednu z hlavních postav pařížské secese.

## Dílo období 1898–1899

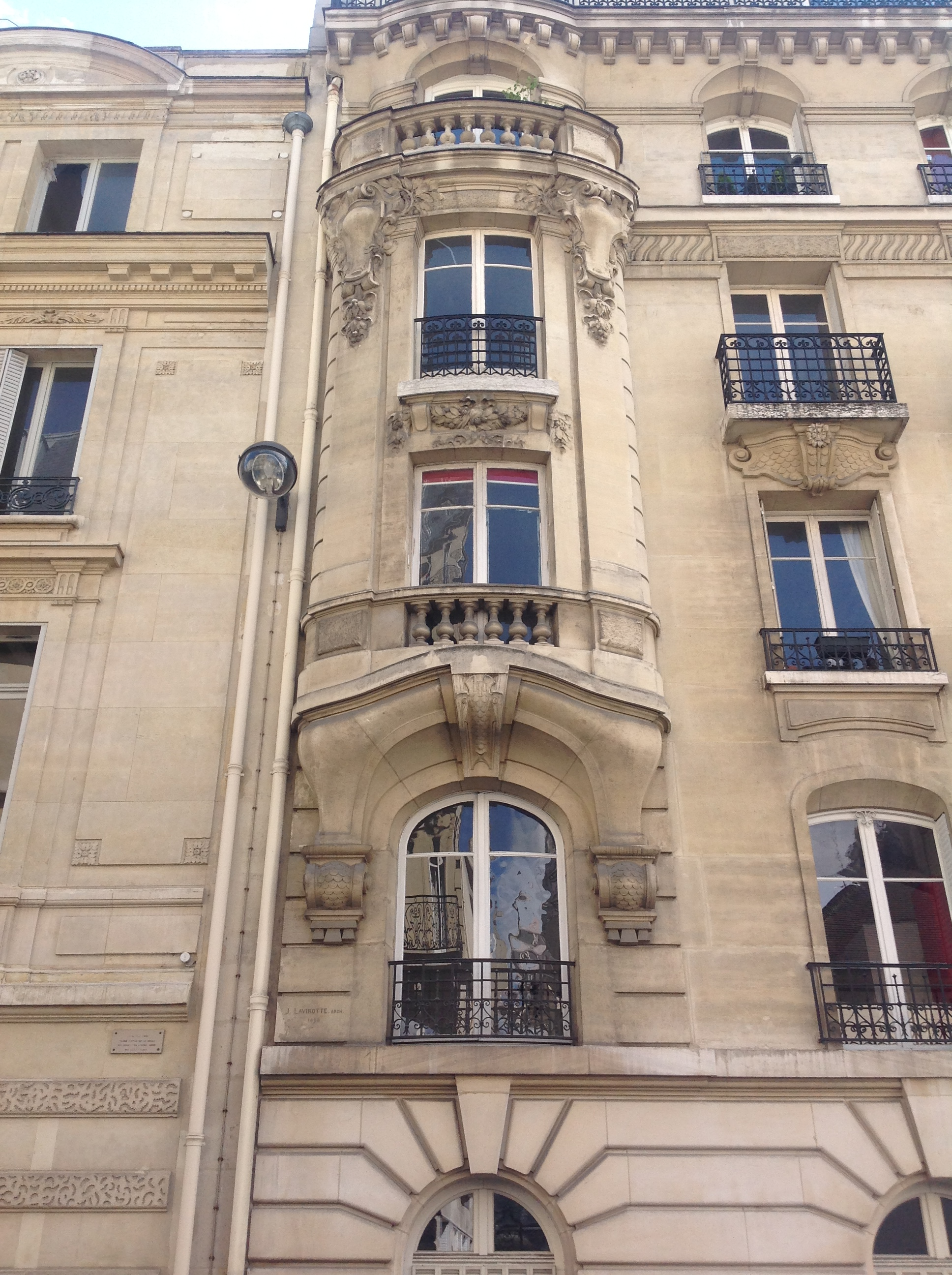
Fasáda 151 rue de Grenelle (1898)
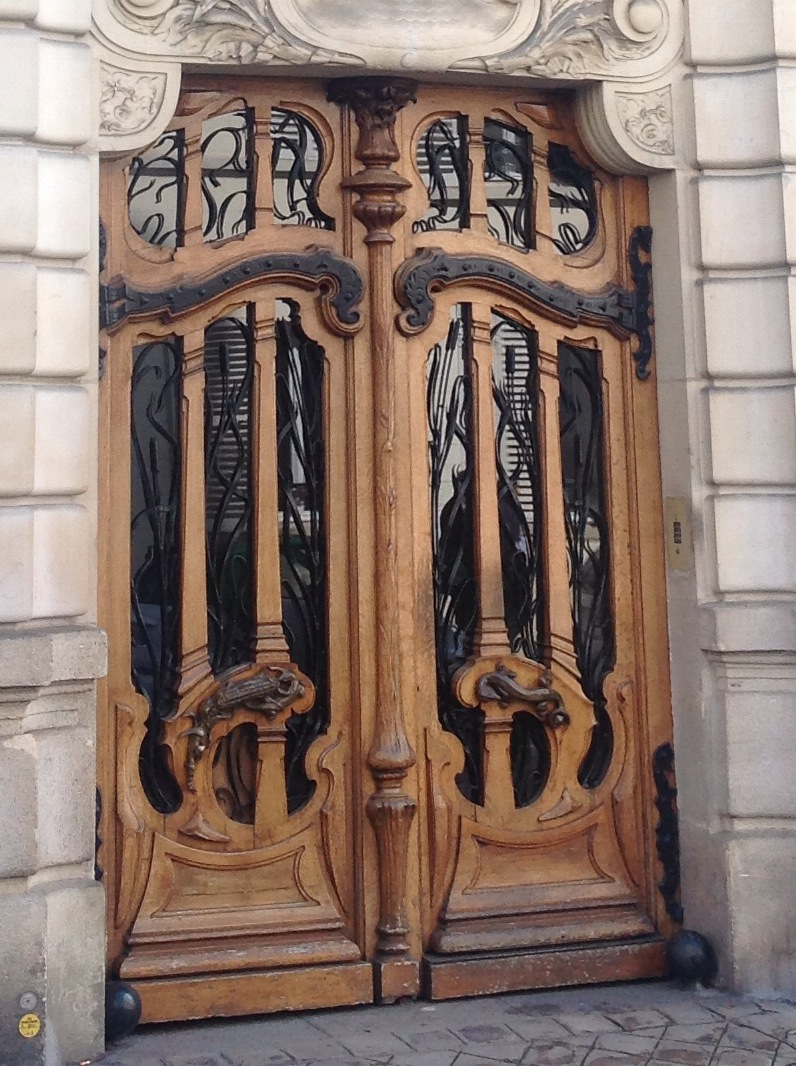
Dveře budovy na 151 rue de Grenelle (1898)
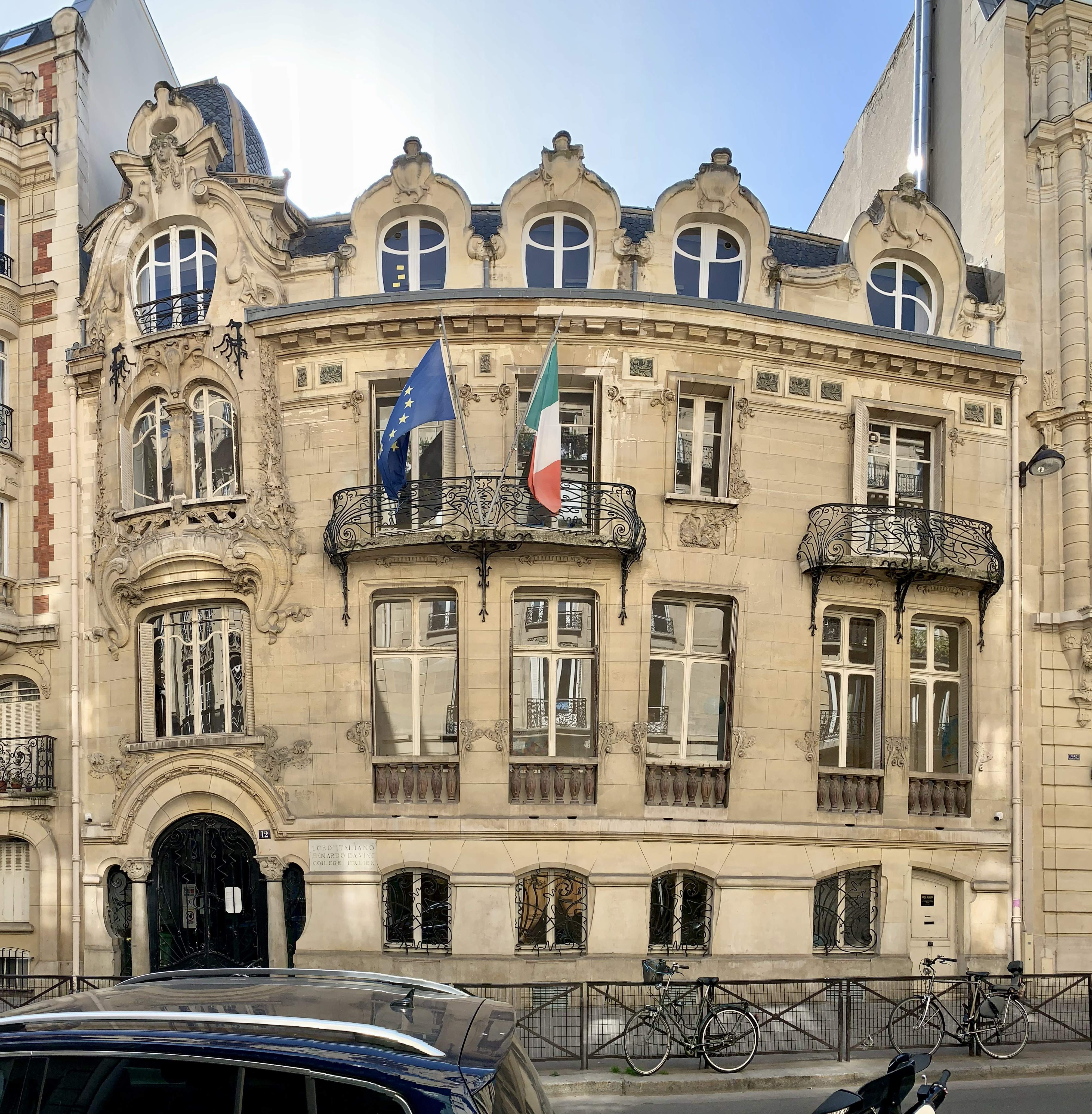
Sídlo Istituto Statale Italiano Leonardo Da Vinci a střední škola (Lycée Italien) na 12 rue Sedillot (1899)
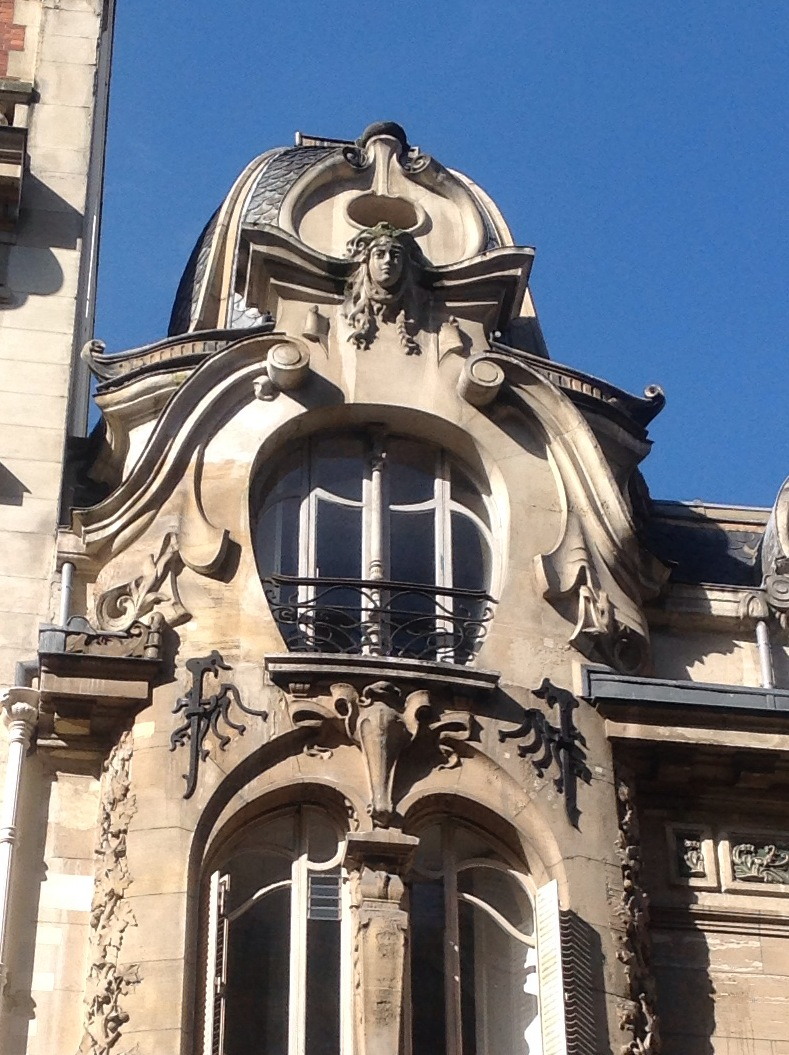
Detail Lycée Italien, rue Sedillot (1899)

### 151 Rue de Grenelle, 7. obvod (1898)
První velká budova navržená Lavirottem. Fasáda – ovlivněná francouzským rokokovým stylem – nabízí pouze náznak opulence, která pak Lavirotta proslavila.

### 12 Rue Sedillot, 7. obvod (1899)
Tato budova je velmi blízko dvěma dalším Lavirottovým významným budovám, stojícím na 3 Square Rapp a 29 Avenue Rapp. Budova byla původně zadána komtesou de Montessuy jako její rezidence a je někdy nazývána Hôtel Montessuy. Dokončena byla v roce 1899. Dnes je zde škola, Lycée Italien Leonardo-de-Vinci. Zatímco fasády je z velké části ve stylu Ludvíka XV., jsou tu již ukázky nápaditých detailů a bujné výzdoby, charakterizující Lavirotteovo dílo. Použití zábradlí s keramickými sloupy na balkoně v prvním patře zopakoval Lavirotte na 3 Square Rapp a 29 Avenue Rapp. Při přestavbě budovy na školu byl interiér značně pozměněn. Točité schodiště se secesním kovaným zábradlím je jedním z mála původních prvků, které se dochovaly. Dvůr za domem byl upraven na tělocvičnu; bývalá zadní vnější stěna domu je nyní vnitřní stěnou této místnosti.

## Období 1900–1901

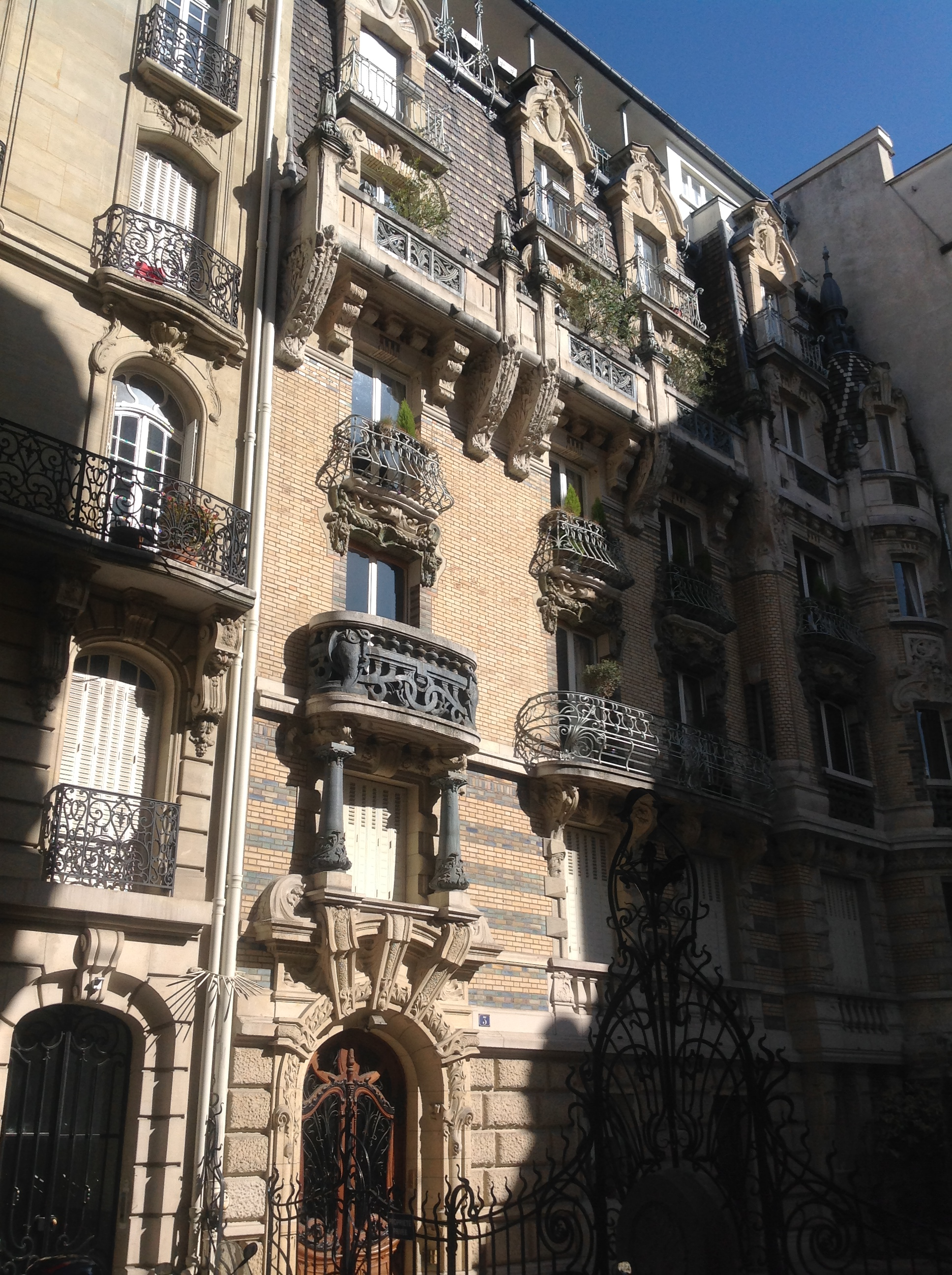
Fasáda náměstí Rapp 3 (7. obvod) (1899-1900)
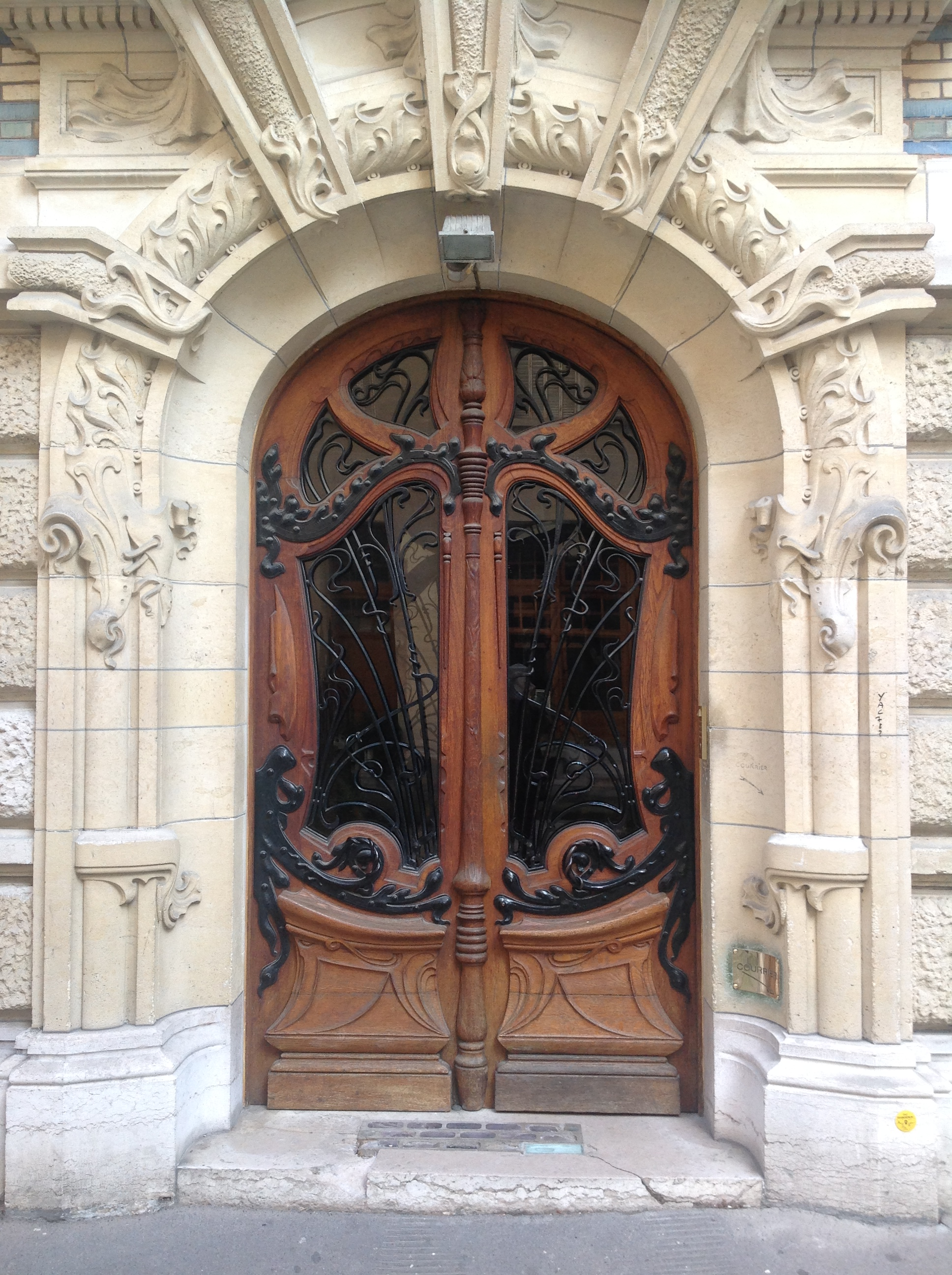
Vchod nám. Rapp 3 (1899-1900)
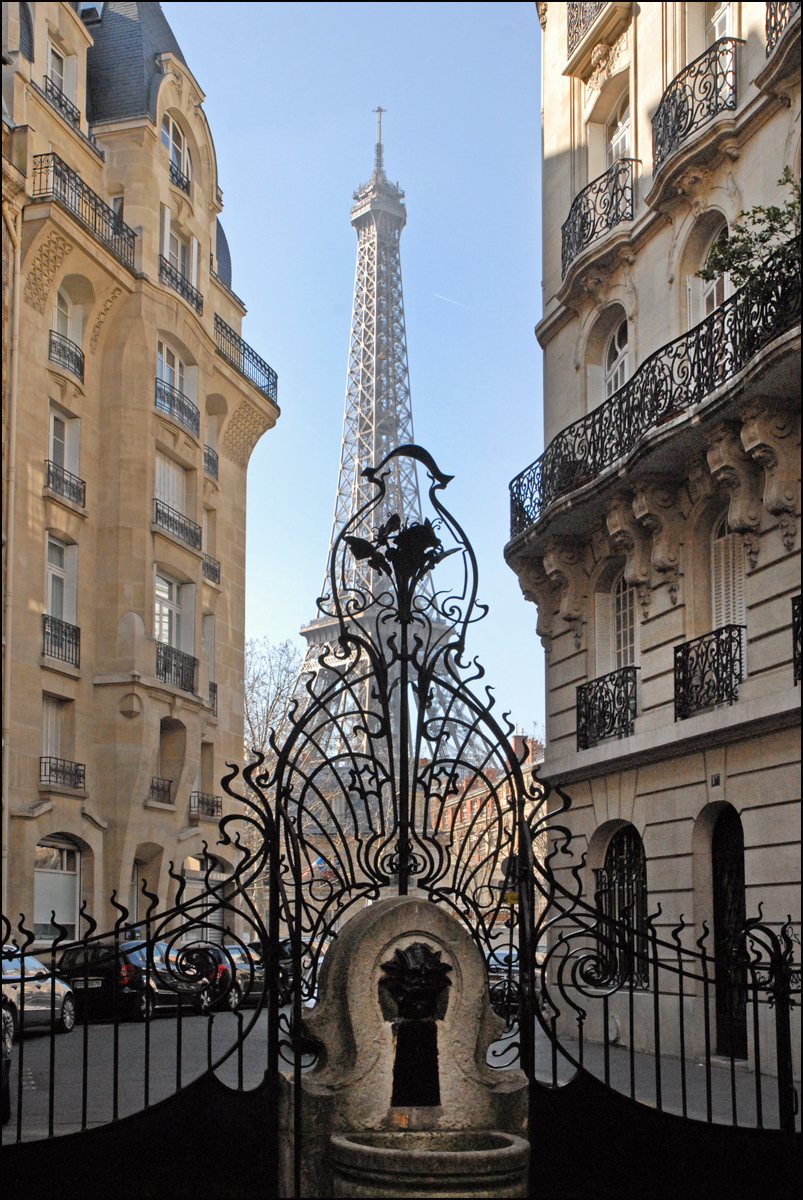
Mřížoví a fontána nám. Rapp 3 s Eiffelovou věží vzadu
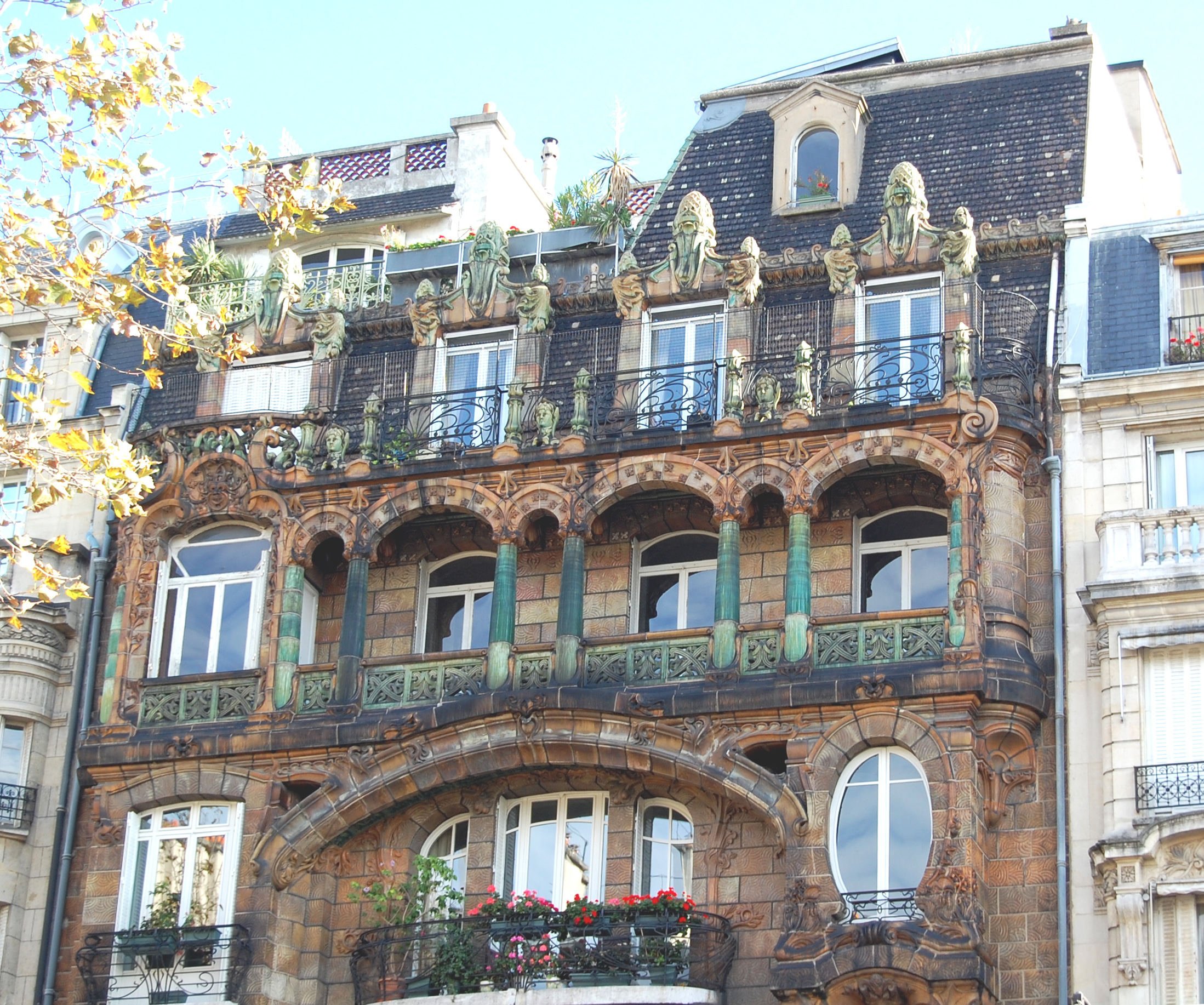
Horní patra Lavirottova domu (1901)
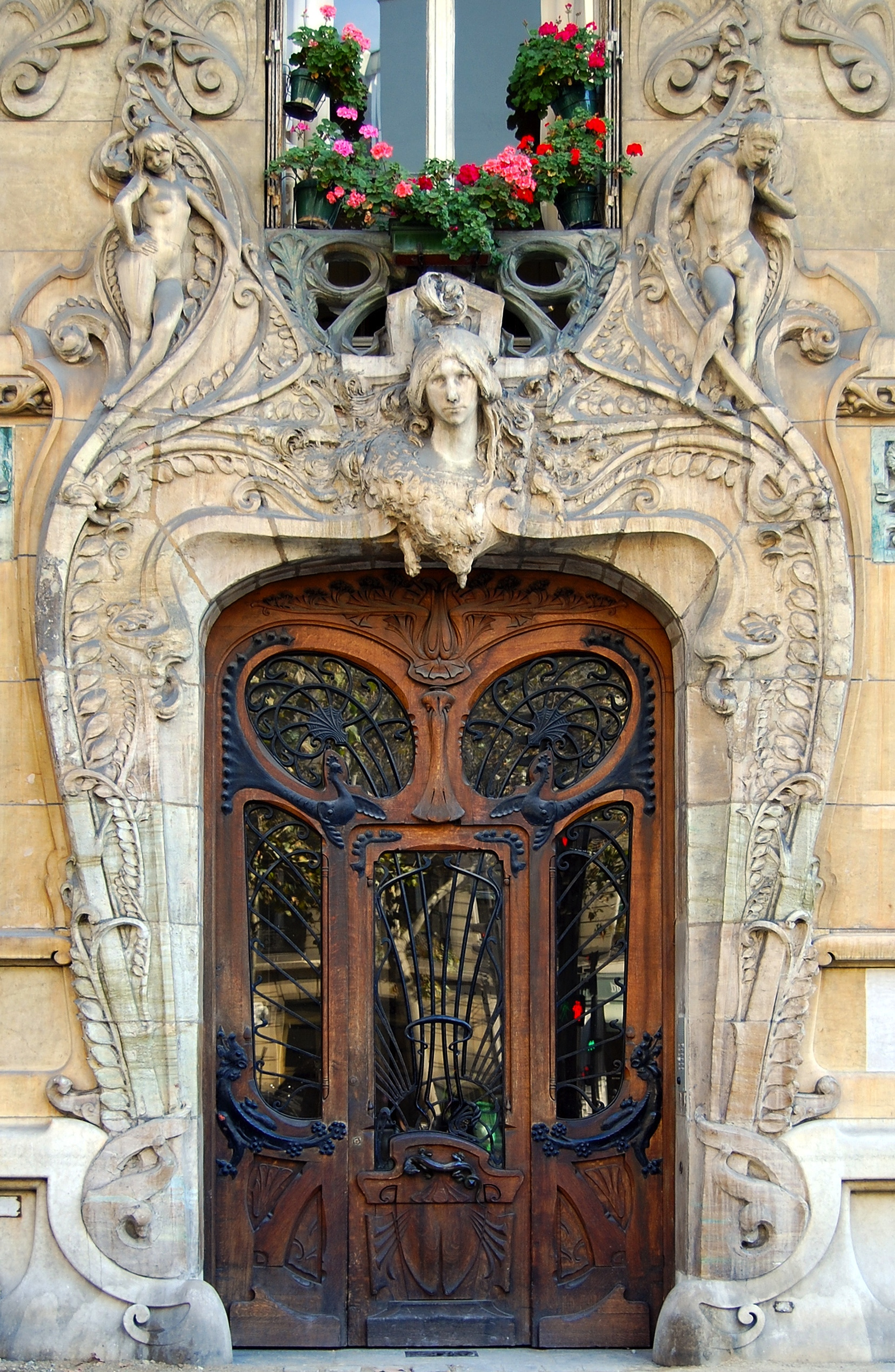
Vchod Lavirottova domu (1901)

### 3 nám. Rapp, 7. obvod (1899-1900)
Činžovní dům na malém náměstí hned za rohem Lavirottova domů na Avenue Rapp byl sídlem samotného Lavirotta, který měl byt v pátém patře. Vyznačoval se mnoha secesními rysy jeho pozdějších budov, včetně výrazně zdobených dveří a výpůjček z dřívějších architektonických období, a v horních patrech fasády také hojně využíval dekorativní keramické dlaždice Alexandra Bigota. Okrasnou věž na nároží podepírá sloup. Budovu od ulice odděluje okrasné mřížoví a malá fontána od Lavirotteho, která rámuje pozoruhodný pohled na Eiffelovu věž.

### 29 Avenue Rapp, 7. obvod (1901)
Rozsáhlé výzdoby glazovanou kameninou na fasádě Lavirottova domu byly v roce 1901 prvními svého druhu na Západě. Glazované dlaždice zapuštěné do kamene a do cihel jsou dílem keramika Alexandra Bigota; budova se stala účinnou reklamou jeho zboží. Keramické obklady inspirovaly řadu budov postavených v následujících letech, i proto, že to byl způsob, jak v jádře budovy chránit a zkrášlovat železo a beton, jejichž použití se rychle stávalo standardem. Budova na 29 avenue Rapp měla také exotický rám vchodových dveří navržený sochařem Jeanem-Baptistem Larrivem a provedený Théobaldem-Josephem Sporrerem, Firminem-Marcelinem Micheletem a Alfredem Jeanem Halouem.

## Období 1904-1907

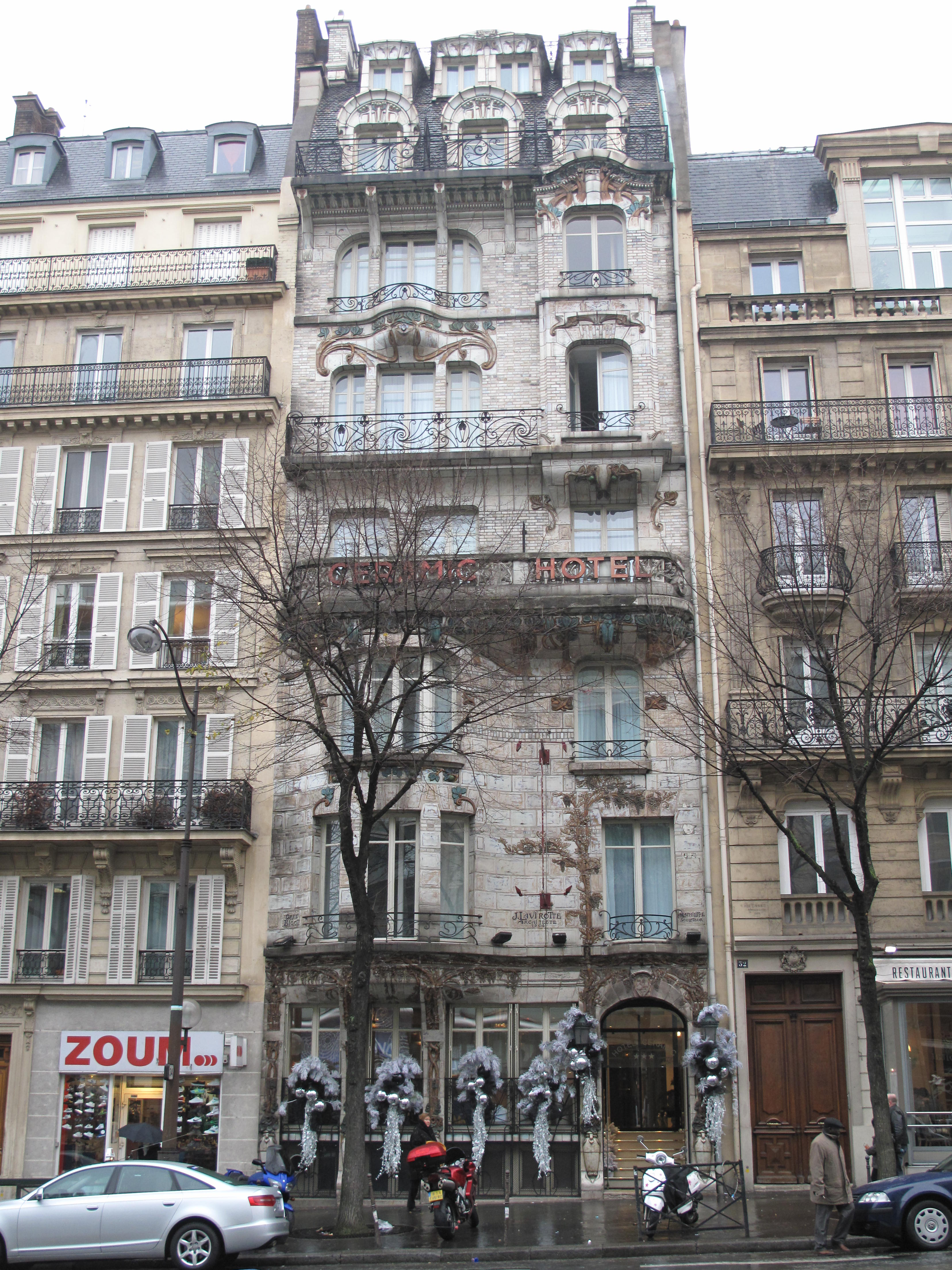
Hotel Céramic (1904)
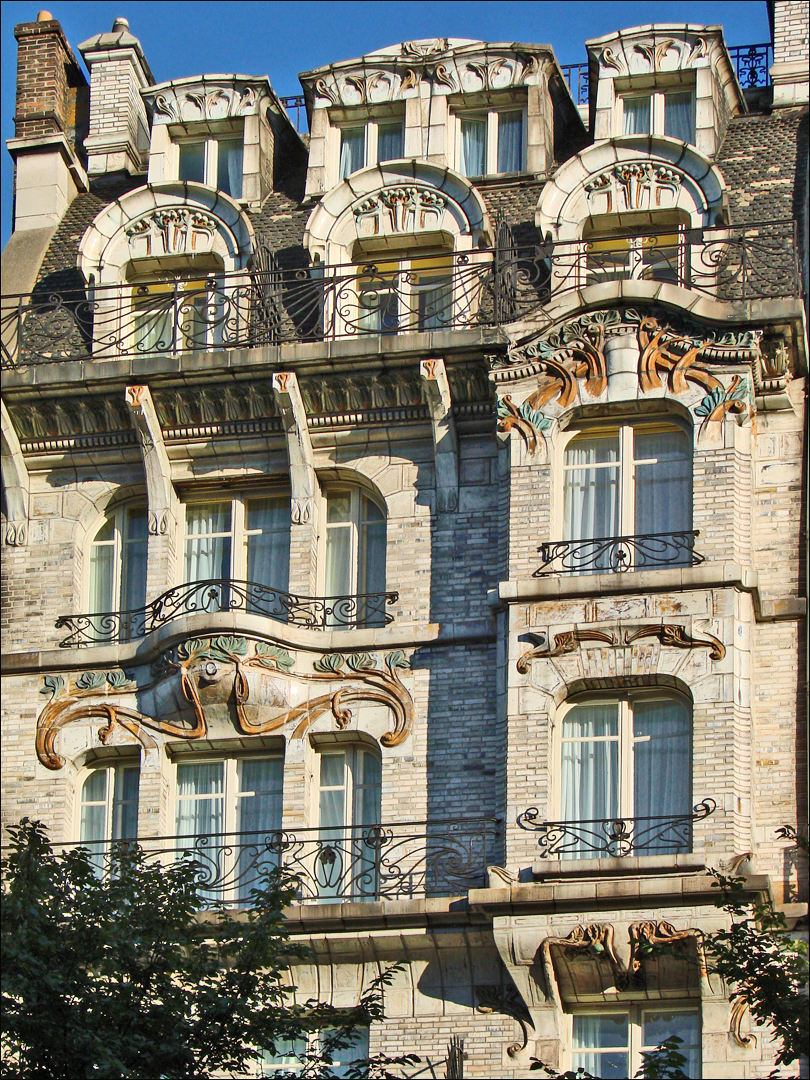
Výzdoba horní části fasády hotelu
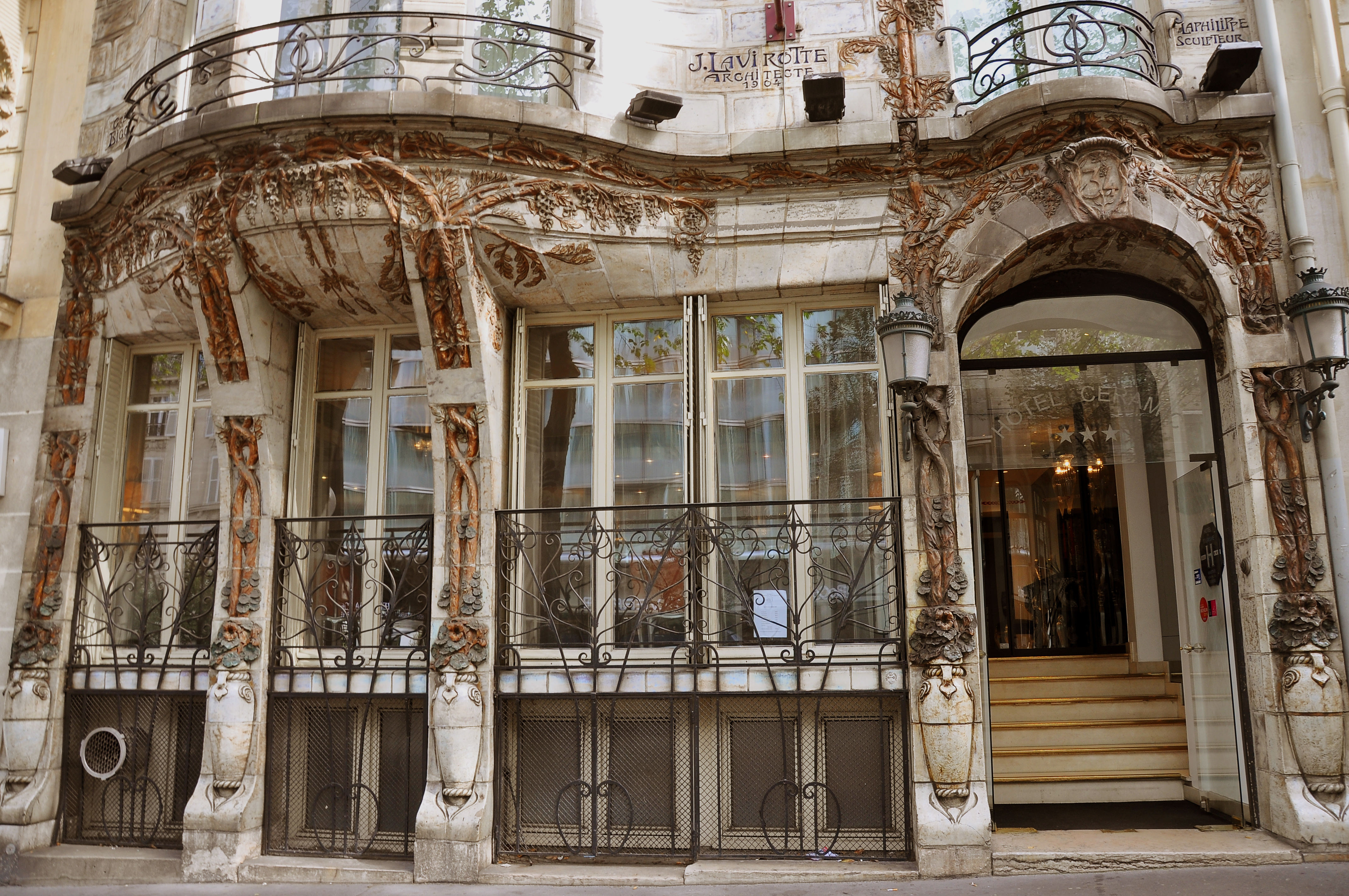
Přízemí hotelu Céramic
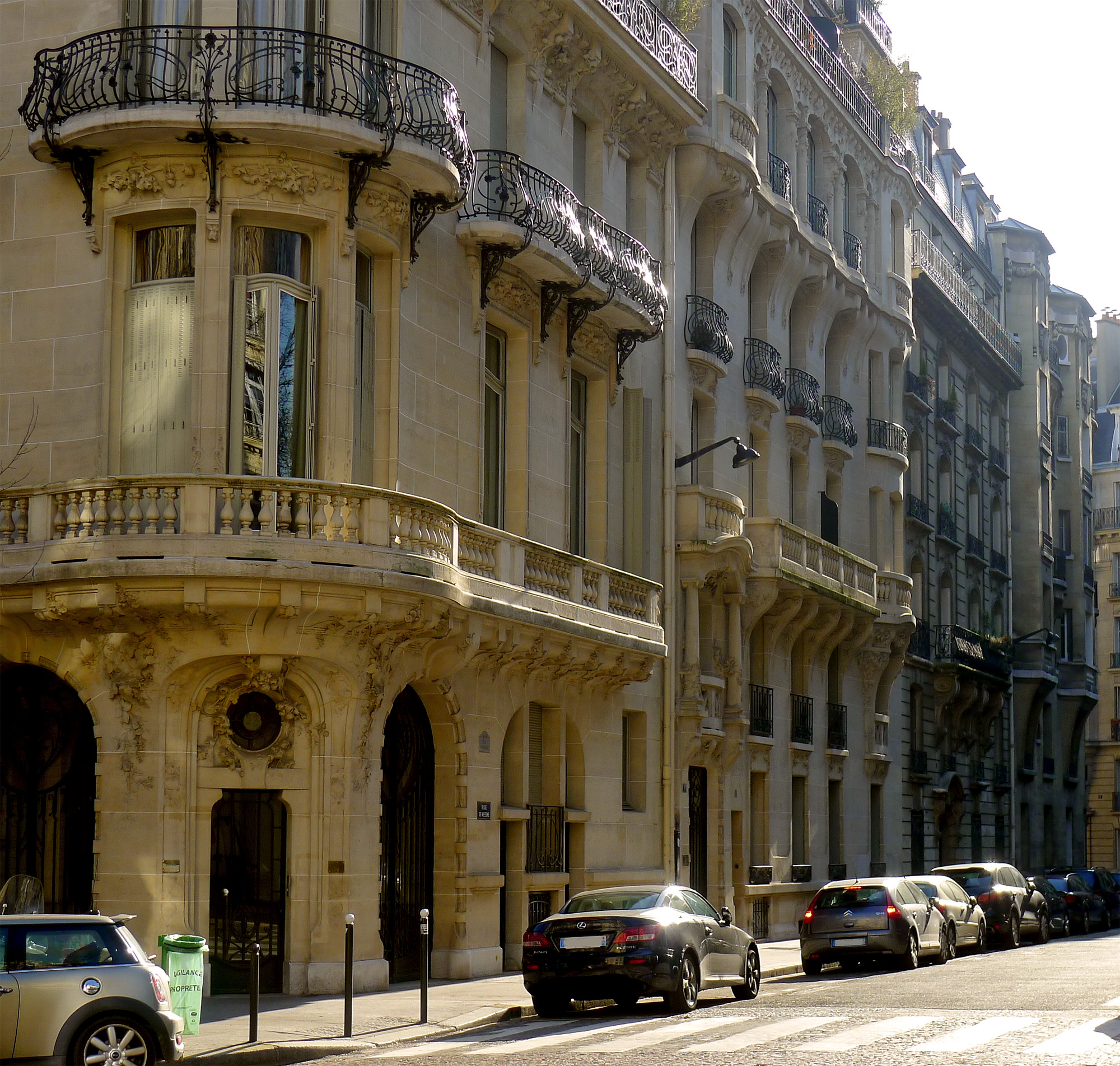
23 Avenue Messine (vlevo) a 6 rue Massine (vpravo) ukazují klidnější styl pozdějších Lavirottových budov (1906–1907)

### Hotel Céramic (1904)
Hotel Céramic na 34 avenue de Wagram v 8. obvodu byl postaven v roce 1904 ze železobetonu. Keramickou výzdobu na fasádě vytvořila firma Alexandre Bigot. Pod sochařskou výzdobou ve tvaru popínavých rostlin v exteriéru prvního patra je podepsán sochař Camille Alaphilippe, nositel ceny Prix de Rome udělované Akademií výtvarných umění. Budova byla v roce 1905 vítězem městské soutěže o nejlepší fasádu. Původně to byl maison meublée, penzion pronajímající zařízené pokoje. Později se stal hotelem Elysée-Céramic Hôtel, a ještě později získal své současné jméno. Téměř veškerá původní výzdoba interiéru zmizela, když se stal hotelem, ale několik původních detailů, včetně schodiště a vitráže na schodišti, zde zůstalo. V roce 1964 byl hotel zařazen mezi historické památky.

### Číslo 6 Rue de Messine a číslo 23 Avenue de Messine (1906-1907)
Dvě budovy na Avenue a rue Messine v 8. obvodu stojí vedle sebe, byly postaveny přibližně ve stejnou dobu a jsou si velmi podobné. Číslo 23, na rohu avenue de Messine a rue Messine, byl hôtel particulier, soukromá rezidence, a původně měl jen tři patra. Později byla přistavěno čtvrté patro a věžička. Číslo 23 bylo vítězem v soutěži fasád v roce 1907. Styl obou budov byl méně extravagantní než u Lavirottových dřívějších budov, ale i zde byla hojnost vyřezávaných keramických dlaždic, balkonů z tepaného železa i květinová sochařská výzdoba nad vchodem na zaobleném rohu číslo 23. Plastiky na obou budovách byly dílem Léona Bineta.

## Seznam budov
- 151 Rue de Grenelle, 7. obvod (1898)
- 12 Rue Sedillot, 7. obvod (1899)
- 3 Square Rapp, 7. obvod (1899)
- 134 Rue de Grenelle, 7. obvod (1900)
- 29 Avenue Rapp, 7. obvod (1901)
- Zámek v Chaouat (Tunisko, kolem roku 1904)
- Vila v Chaouat (Tunisko, kolem roku 1904)
- Obnova kostela v Chaouat (Tunisko, kolem roku 1904)
- Hotel Céramic, 34 Avenue de Wagram, 8. obvod (1904)
- 169 Boulevard Lefebvre, 15. obvod (1906)
- 23 Avenue de Messine, 8. obvod (1906, nejvyšší patra přistavěna později, odstraněna střecha zahrady)
- 6 Rue de Messine, 8. obvod (1907)
- 2 Rue Balzac, Franconville, Val d'Oise (kolem 1907)